# Образцово (Псковская область)
Образцово — деревня в Великолукском районе Псковской области России. Входит в состав сельского поселения «Горицкая волость».
Расположена на северо-западе района в 35 км к северо-западу от райцентра Великие Луки, восточнее деревни Овсище.
Численность населения по оценке на 2000 год составляла 16 жителей, на 2010 год — 8 жителей.